# Corinthians - E o Mundo Enlouqueceu
Corinthians - E O Mundo Enlouqueceu é um documentário brasileiro de 2013, sobre todas as conquista de Corinthians na Copa Libertadores e no Mundial de Clubes. Ele foi lançado diretamente em home video em 7 de junho de 2013, com vendas inicialmente, com exclusividade no Clube Corinthians, logo em seguida em varejos especializados e no Portal Globo Marcas.
A obra é produzida por Globo Filmes, com roteiro e direção de Fernando Galvão de França e apresentação do jornalista Tiago Leifert. O documentário traz entrevistas com os principais personagens do elenco corinthiano. Entre eles estão o goleiro Cássio, eleito o melhor jogador do Mundial, o atacante Guerrero, autor dos gols que garantiram o título mundial, e o técnico Tite, que alterou a escalação da equipe na final contra o Chelsea. 

## Elenco
- Tiago Leifert
- Tite Bacchi
- Cássio Ramos
- Guerrero
- Romarinho
- Edenilson dos Santos
- Guilherme Torres
- Willian Arão
- Paulo André
- Felipe Augusto
- Alessandro Nunes